# Апарат Вебера
Апарат Вебера (за іменем Е. Вебера), система чотирьох пар рухливо зчленованих між собою кісточок, що з'єднують плавальний міхур із внутрішнім вухом у деяких кісткових риб. Апарат Вебера сприймає, трансформує в механичні зсуви і передає внутрішньому вуху зміни ємності плавального міхура (резонатора звуку). Риби, що мають апарат Вебера (наприклад, коропові, деякі сомові, харацинові), здатні сприймати звуки з частотою до 13 Кгц, а риби без апарату— лише до 2,5 Кгц.
У простій своєю формою (у окуневих і оселедцевих) Веберова зв'язок між плавальним міхуром і внутрішнім вухом (лабіринтом) відбувається через зіткнення відростків того і іншого в тому місці черепа, де його стінка залишається перетинчастої.
У складнішій формі (у сомових, юнові і коропових) цей зв'язок досягається внаслідок того, що між відростками внутрішнього вуха і плавального міхура з кожного боку вставляється ряд кісточок, що являють собою видозмінені ребра і верхні дуги хребців.